# آلفا سکستان
آلفا سکستان یک ستاره است که در صورت فلکی سکستان قرار دارد.